# Teorie zmiennych ukrytych
Teorie zmiennych ukrytych, teorie ukrytych parametrów – grupa nieortodoksyjnych podejść do teorii kwantów, które eliminują paradoks pomiaru obecny w tzw. interpretacji kopenhaskiej mechaniki kwantowej.
Z mechaniki kwantowej w postaci podanej przez Bohra i Heisenberga wynika, że dopiero detektor powoduje zlokalizowanie cząstek w określonych położeniach, a do momentu pomiaru istnieje tylko funkcja falowa, która na ogół obejmuje duży obszar przestrzeni. Prowadzi to do paradoksu, opisanego jako paradoks kota Schrödingera. Alternatywą jest przyjęcie dodatkowego postulatu, że przyrządy pomiarowe nie podlegają prawom mechaniki kwantowej.
Spośród teorii alternatywnych wyróżnia się teoria de Broglie’a-Bohma: zastępuje ona postulat pomiaru ortodoksyjnej mechaniki kwantowej postulatem, iż cząstki materii mają w każdej chwili określone położenia i formułuje równanie ruchu cząstek. Równanie to wraz z równaniem Schrödingera pozwala obliczać ewolucję w czasie układu fizycznego, dając przewidywania identyczne jak ortodoksyjna mechanika kwantowa. Mechanika Bohma, sformułowana początkowo w postaci nierelatywistycznej, aktualnie obejmuje zjawiska kreacji i anihilacji cząstek, stając się kwantową teorią pola fali pilotującej.
Alternatywne podejścia do opisu zjawisk kwantowych są przedmiotem intensywnych badań teoretycznych. Kryteriami rozstrzygającymi na korzyść tej czy innej teorii będzie zgodność z wynikami eksperymentów oraz wewnętrzna spójność logiczna (brak paradoksów).

## Początki
Pierwszą teorią zmiennych ukrytych była nielokalna teoria fali wiodącej (teoria fali pilotującej, ang. pilot-wave theory) Louisa de Broglie’a z roku 1927 . Krytyka środowisk ortodoksyjnych, z jaką się spotkała, znalazła swoją kulminację w pracy Johna von Neumanna z 1932 . Nie próbował on obalić teorii zmiennych ukrytych, a jedynie udowodnić, że mają one inną strukturę niż standardowa mechanika kwantowa (konkretniej: zawierają wielkości fizyczne nieodpowiadające operatorom w przestrzeni Hilberta). Jego rozumowanie zostało skrytykowane przez Grete Hermann rok później. Próbowała ona wykazać circulus in demonstrando w jego pracy – w ocenie Dieksa błędnie, w ocenie innych badaczy poprawnie – niezależnie od tego osądu publikacja ta została powszechnie przeoczona. Praca von Neumanna wstrzymała rozwój nielokalnych interpretacji na wiele lat, pomimo iż okazała się dotyczyć jedynie teorii lokalnych i realistycznych.
Teorie zmiennych ukrytych były przedmiotem debaty Alberta Einsteina z Nielsem Bohrem, w której dyskutanci przedstawili różne interpretacje mechaniki kwantowej. Według przewidywań mechaniki kwantowej odległe zdarzenia mogą przy odpowiednich okolicznościach być natychmiastowo skorelowane z lokalnymi (zob. kwantowe splątanie). Opisany przez Alberta Einsteina, Borysa Podolskiego i Nathana Rosena rzekomy paradoks wskazywał na teoretyczną sytuację, w której zasada nieoznaczoności Heisenberga zostaje złamana w przypadku badania stanów splątanych oddziałujących w sposób nielokalny. W ten sposób starano się dowieść niekompletności mechaniki kwantowej oraz obronić lokalny realizm, który jest fundamentem teorii względności. Einstein do śmierci nie zaakceptował implikacji wynikających z nielokalności i braku realności świata.
W 1952 David Bohm, formułując reinterpretację teorii fali wiodącej, znaną obecnie jako teoria de Broglie’a-Bohma, stworzył inspirację pod pracę Johna S. Bella . Pierwotnie Bell również niesłusznie krytykował von Neumanna i nie do końca zrozumiał jego argumentację, jednak i tak jego praca była przełomowa.

## Wkład Bella
W 1964 John Stewart Bell przedstawił krytykę analizy von Neumanna (pracę Bella opublikowano w 1966 ). Następnie przeanalizował paradoks EPR , inspirując się teorią de Broglie’a–Bohma. Doprowadziło go to do sformułowania słynnej nierówności (nierówność Bella). Opisuje ona różnicę przewidywań mechaniki kwantowej i teorii lokalnie realistycznych: w myśl nierówności Bella żadna teoria lokalnie realistyczna nie jest w stanie odtworzyć przewidywań mechaniki kwantowej. Przeprowadzone eksperymenty ostatecznie potwierdziły przewidywania mechaniki kwantowej, a tym samym odrzuciły wszelkie hipotezy lokalnego realizmu.
W 1967 Simon B. Kochen oraz Ernst Specker sformułowali teorię wykluczającą całą gamę interpretacji teorii kwantów opartych na hipotezie realizmu, czyli uniezależniających wartości obserwabli od aktu pomiaru. W 2003 Anthony James Leggett  rozwinął pracę Kochena-Speckera, formułując nierówność Leggetta, podobną do nierówności Bella, lecz dotyczącą realizmu. Obie prace teoretyczne zostały eksperymentalnie potwierdzone w 2007 i 2010  .
Tym samym jedynymi teoriami zmiennych ukrytych pozostającymi w zgodzie z nowoczesną fizyką są koncepcje nielokalne jak mechanika Bohma.